# Krappfeld

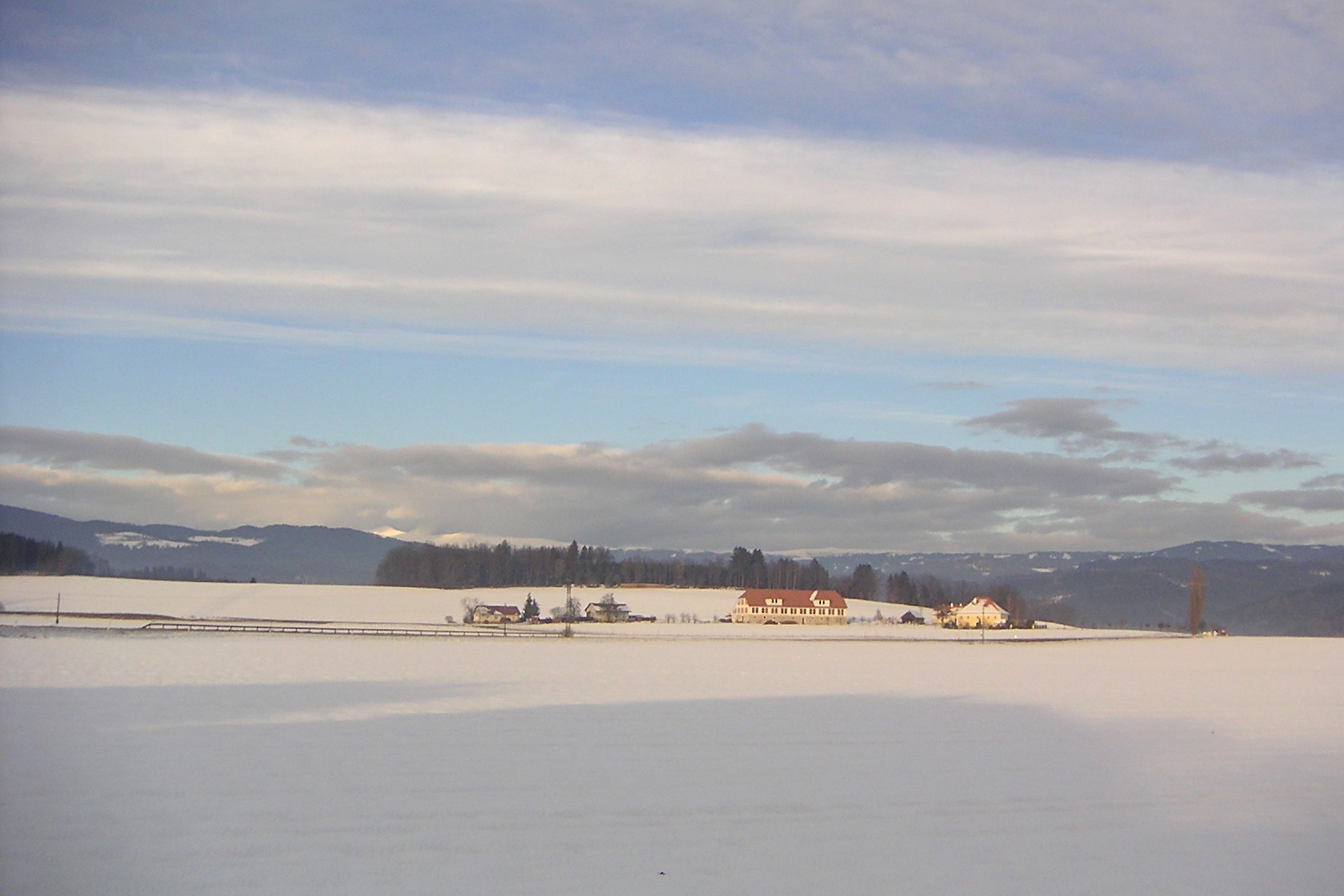
Blick von Kappel über das Krappfeld, Winter 2005

Das Krappfeld ist eine von der Gurk durchflossene Ebene im Norden des Klagenfurter Beckens im österreichischen Bundesland Kärnten.

## Geographie
Das Krappfeld reicht von der in etwa 660 m Seehöhe gelegenen Gemeinde Althofen im Norden bis zur Ortschaft Passering (Gemeinde Kappel am Krappfeld) im Süden, von wo aus in Richtung Süden der Fluss, die Strecke der Rudolfsbahn sowie eine Landesstraße in etwa 550 m Seehöhe parallel durch den engen Talschluss verlaufen. Am westlichen Rand des Krappfeldes verläuft die Friesacher Straße (B 317).
Das Krappfeld wird umgeben vom Mittleren Gurktal, vom Friesacher Feld und vom Guttaringer Bergland im Norden, vom Brückler Bergland im Osten, von der Launsdorfer Senke im Süden sowie vom St. Veiter Hügelland und den Wimitzer Bergen im Westen.

## Geschichte
Das Krappfeld war schon zu Zeiten der Kelten und Römer vergleichsweise dicht besiedelt, der fruchtbare Boden wurde und wird insbesondere für den Getreide- und Obstanbau genutzt; das Krappfeld wird daher auch die „Kornkammer Kärntens“ genannt.
Historisch befand sich das Krappfeld, das zur Grafschaft Friesach zählte, lange in Besitz des Erzbistums Salzburg. Seit Mitte des 12. Jahrhunderts bestand ein „Landgericht Krappfeld“ mit Sitz in Althofen.